# 히시지마 요시테루
히시지마 요시테루(일본어: 比志島義輝 ひしじま よしてる[*], 1847년 10월 11일~1927년 3월 14일)는 일본 제국 육군의 군인으로 최종 계급은 육군 중장이다. 일본 체육회 체조 학교(후의 일본체육대학) 대표를 역임했다.

## 이력
가고시마현 출신이다.
1885년 7월 참모본부 제1국 제1과장에 취임했다. 1886년 5월, 보병 제19연대장으로 전환되었고, 1887년 11월, 보병 대령으로 승진했다. 1889년 9월, 보병 제1연대장이 되었고, 1892년 9월, 제4사단 참모장으로 이동했지만, 같은 해 11월에 휴직을 하게 된다. 청일 전쟁 말 1895년 1월 27일 후비 보병 제1연대장으로 복귀한다. 같은 달 31일 타이완 혼성지대 사령관으로 발령받아 타이완에 출정하여 펑후 제도를 점령한다. 같은 해 8월 육군 소장으로 진급하여 타이완 병참감에 취임한다.
1896년 3월, 타이완 수비 혼성 제3여단장으로 옮긴다. 1898년 4월 보병 제15여단장 되었고, 1901년 2월 18일 예비역에 편입되었다.
그러나 1904년 러일 전쟁이 발발하자, 4월에 소집을 받아 압록강군 예하의 후비 보병 제9여단장에 임명되어 봉천 전투 등에 참가했다. 1906년 2월 17일에 후비역으로 편입되었고, 같은 해 2월 27일 육군 중장으로 승진하여 소집 해제됐다. 1910년 4월 1일에 퇴역했다.

## 영전
- 1896년 11월 25일 – 훈2등 서보장
- 1906년 4월 1일 – 공3급 금치훈장, 욱일중광장, 종군기장,

## 참고자료
- 福川秀樹 『일본육군장관사전』 芙蓉書房出版, 2001년
- 外山操編 『육해군장관 인사총람 육군편』 芙蓉書房出版,1981년